# Bob Jungels
Bob Jungels (nascido em 22 de setembro de 1992, em Luxemburgo) é um ciclista de estrada luxemburguês, que atualmente compete para a equipe Trek Factory Racing.